# Котелок (театр)
Харьковский Авторский Театр «Котелок» — харьковский авторский негосударственный театр под руководством Владимира Гориславца, основанный в 2001 году, с 2005 входит в объединение негосударственных театров «Харьковский театральный центр».

## История
Театр был создан весной 2001 года под руководством Владимира Гориславца, начал свой творческий путь спектаклем «Как я съел собаку» по пьесе Евгения Гришковца . Изначально театр не задумывался как репертуарный, это была всего лишь творческая лаборатория, в котелке бурлили эмоции, чувства и желание молодых и тврческих людей заниматься любимым делом. Но, в 2003 году собралась сильная команда, в основном — выпускники Харьковской государственной академии культуры и театр стал репертуарным. Молодые актёры и они же режиссёры, что не часто встречается, экспериментируют в мире театра.

## Репертуар
На апрель 2012 года в репертуаре театра 3 спектакля:
- «Кислород» по пьесе Ивана Вырыпаева (реж. Владимир Снегурченко)
- «ИЮЛЬ» по пьесе Ивана Вырыпаева (реж. Владимир Снегурченко)
- «Двое румын говорящих по-польски» по пьесе Дороты Масловской (реж. Екатерина Никифорова)

## Художественный руководитель
Художественный руководитель театра «Котелок» — Гориславец Владимир Никитович, автор фестиваля «Курбалесия», фестиваля "Я и Села Брук", преподаватель кафедры актёрского мастерства Харьковской  государственной академии культуры

## Труппа

### Режиссёры
- Владимир Снегурченко
- Екатерина Никифорова
- Мария Мостовая
- Елена Роман
- Алена Самойленко
- Александр Юшко

### Актёры
Алёна Самойленко, Татьяна Подберёзная, Елена Апчел, Светлана Короткова, Александр Артюхин, Ирина Сафина, Александр Сердюк, Юрий Масалитин, Кирилл Феоктистов, Герман Довгополов, София Дубинская, Руслана Олексиенко, Екатерина Бориславская, Алексей Бельдей, Мария Бангрович, Алексей Денисов, Владимир Снегурченко

## Участие в фестивалях, призы и награды
Театр Котелок, неоднократно становился лауреатом театральных конкурсов:
- Неоднократный победитель фестивалей негосударственных театров «Курбалесия» (г. Харьков)
  - 2007 год – победитель в номинации «За лучшую женскую роль» Татьяна Подберёзная; в номинации «лучший актёр» Владимир Снегурченко;
  - 2008 год – победитель в номинации «Лучшая режиссура» Светлана Короткова; в номинации «Надежда драматургии» Владимир Снегурченко; в номинации «Лучший актёр» Павел Алдошин; в номинации «Лучшая актриса» Татьяна Подберёзная;
  - 2009 год – победитель в номинации «Лучший актёр» Александр Юшко[2]; в номинации «Лучшая режиссура» Елена Апчел; в номинации «Лучший актёрский ансамбль» за спектакль «Двое бедных румын, говорящих по-польски»;
- 2009 год IV международный конкурс драматургов «Свободный театр» (г. Минск) – обладатель гран-при за пьесу «Северное Сияние» Владимир Снегурченко;
- 2009 год диплом журнала «Дніпро» «Лучшая режиссура» пьеса Владимира Снегурченко «Трюча» Елена Роман; «Лучшая мужская роль» пьеса Владимира Снегурченко «Трюча» Татьяна Подберёзная;
- 2009 год городская премия им. В. Чистяковой за лучшую женскую роль в спектакле "Демоны" Татьяна Подберёзная
- 2011 год на смотре молодой режиссуре Украины при поддержке «Чеховского фестиваля» спектакль «Июль» был отмечен лучшим спектаклем на Украине.
- 2012 год Проект ЦСИ "ДАХ" "Молодая режиссура" Автор текста и режиссёр спектаклей "Северное Сияние", "Времени нет. За стеклом" Владимир Снегурченко